# 나이둥구

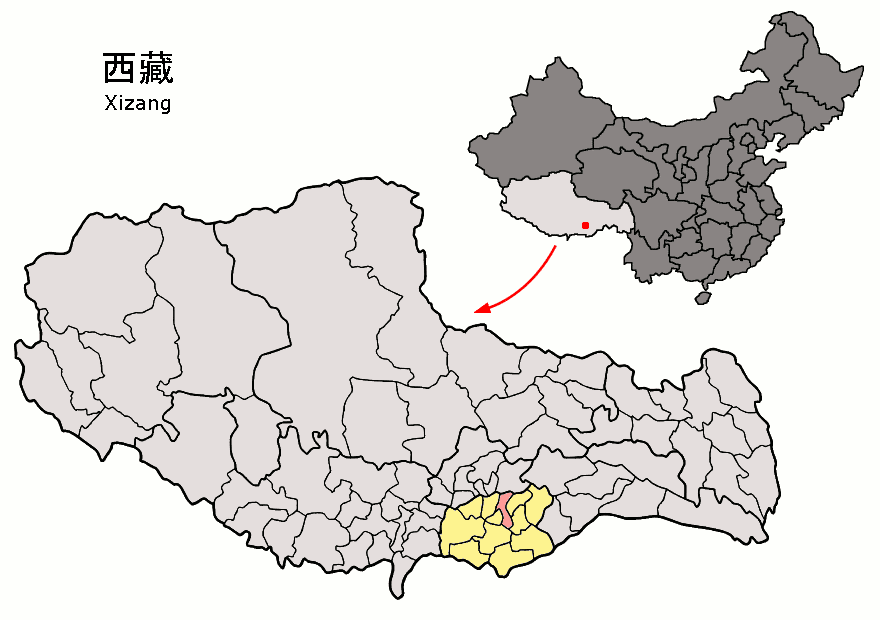
나이둥 구의 위치

나이둥구(티베트어: སྣེ་གདོང་ཆུས། sne gdong chus, 중국어: 乃东区, 병음: Nǎidōng Qū)는 티베트 자치구 산난 시의 행정구역이다. 넓이는 2211km2이고, 인구는 2007년 기준으로 60,000명이다.
중요한 불교 성지인 창주그가 네동 현에 위치해있다.

## 지리
해발고도는 3532~3700m이다. 연평균 기온은 8.2℃이고 연평균 강수량은 400mm이다.

## 행정 구역
2개 진, 5개 향을 관할한다.
- 진: 泽当镇, 昌珠镇.
- 향: 颇章乡, 结巴乡, 多颇章乡, 索珠乡, 亚堆乡.